# Anton Mitryushkin
Anton Vladimirovitch Mitryushkin (en russe : Антон Владимирович Митрюшкин), aussi orthographié Mitriouchkine, est un footballeur professionnel russe né le 8 février 1996 à Krasnoïarsk.
Son poste de prédilection est gardien de but au FK Khimki.

## Biographie

### En club
Anton évolue durant sa carrière en Russie et en Suisse. Il joue trois matchs en première division russe, et 58 matchs en première division suisse.
Il dispute également deux rencontres lors des tours préliminaires de la Ligue Europa. 
Il atteint la finale de la Coupe de Suisse en 2017 avec le FC Sion. Il est titulaire lors de la finale perdue face au FC Bâle, encaissant trois buts lors de ce match.

### En équipe nationale
Avec les moins de 17 ans, il participe au championnat d'Europe des moins de 17 ans en 2013. Lors de cette compétition, il officie comme capitaine et joue cinq matchs. La Russie remporte le tournoi en battant l'Italie en finale. Il dispute ensuite quelques mois plus tard la Coupe du monde des moins de 17 ans 2013 organisée aux Émirats arabes unis. Lors du mondial junior, il est de nouveau capitaine et joue quatre matchs. Les Russes s'inclinent en huitièmes de finale face au Brésil.
Par la suite, avec les moins de 19 ans, il participe au championnat d'Europe des moins de 19 ans en 2015. Lors de cette compétition, il officie encore comme capitaine et joue cinq matchs. La Russie s'incline en finale face à l'Espagne.

## Palmarès

### En équipe nationale
- Vainqueur du championnat d'Europe des moins de 17 ans en 2013 avec l'équipe de Russie des moins de 17 ans
- Finaliste du championnat d'Europe des moins de 19 ans en 2015 avec l'équipe de Russie des moins de 19 ans

### En club
- Finaliste de la Coupe de Suisse en 2017 avec le FC Sion